# Tinfouchy
Tinfouchy (parfois orthographié Timfouchy) est un lieu-dit situé dans la région désertique de la Saoura, à l’ouest du Sahara algérien, à environ 270 km au nord-est de Tindouf et à 70 km de la frontière marocaine, sur le territoire de la commune de Oum el Assel. 
Pendant la présence française, l’armée y a construit un fort, afin de protéger les liaisons entre Tabelbala et Tindouf contre les incursions des nomades dissidents venant du Maroc. Il porte le nom de fort Fouchet, du nom du colonel Fouchet tué le 28 novembre 1947 près de Colomb-Béchar dans l’accident de l’avion du général Leclerc. 
En 1957, la compagnie disciplinaire d'Afrique du Nord est déplacée à Tinfouchy, venant de fort Mac-Mahon 29° 45′ 31,25″ N, 1° 37′ 17,77″ E. Il s’agit d’un bagne militaire qui a servi, pendant la guerre d'Algérie, à la détention de militaires, essentiellement des cas disciplinaires et des soldats du refus.
En 1957, un courrier clandestin de militaires emprisonnés au bagne alerte, grâce au Secours populaire français,, sur les conditions scandaleuses de vie dans la section spéciale,,. Au Sénat, le 27 mai 1959, le communiste Raymond Guyot expose au Ministre des armées que des soldats frappés de sanction mais non condamnés sont affectés à une unité du Sud algérien dont le régime « disciplinaire, alimentaire et médical serait d'une sévérité inadmissible. » Il demande d'éventuelles sanctions et obtient que deux  commissions enquêtent sur place, ce qui aboutira à l'amélioration des conditions de détention. Au Sénat, le 2 juillet 1959, le communiste Louis Namy évoque les soldats réfractaires à la Guerre d'Algérie détenus à Tinfouchy : « C'est le nom du bagne militaire qui remplace le « Biribi ». [...] C'est une prison sans barreaux, où sévit la chiourme qui frappe, punit et humilie de jeunes hommes, où la pelote et le tombeau constituent les punitions régulières. »
Après les Accords d'Évian, le bagne est rapatrié au Fort d'Aiton, en Savoie. Les bagnards y sont transférés en septembre 1962 et continuent à subir de mauvais traitements.
Après le conflit algéro-marocain de 1963, dit guerre des Sables, qui a vu l’armée marocaine s’approcher dangereusement du fort, l’armée algérienne y a construit de nombreux équipements dont, notamment, un aérodrome.